# V 속도

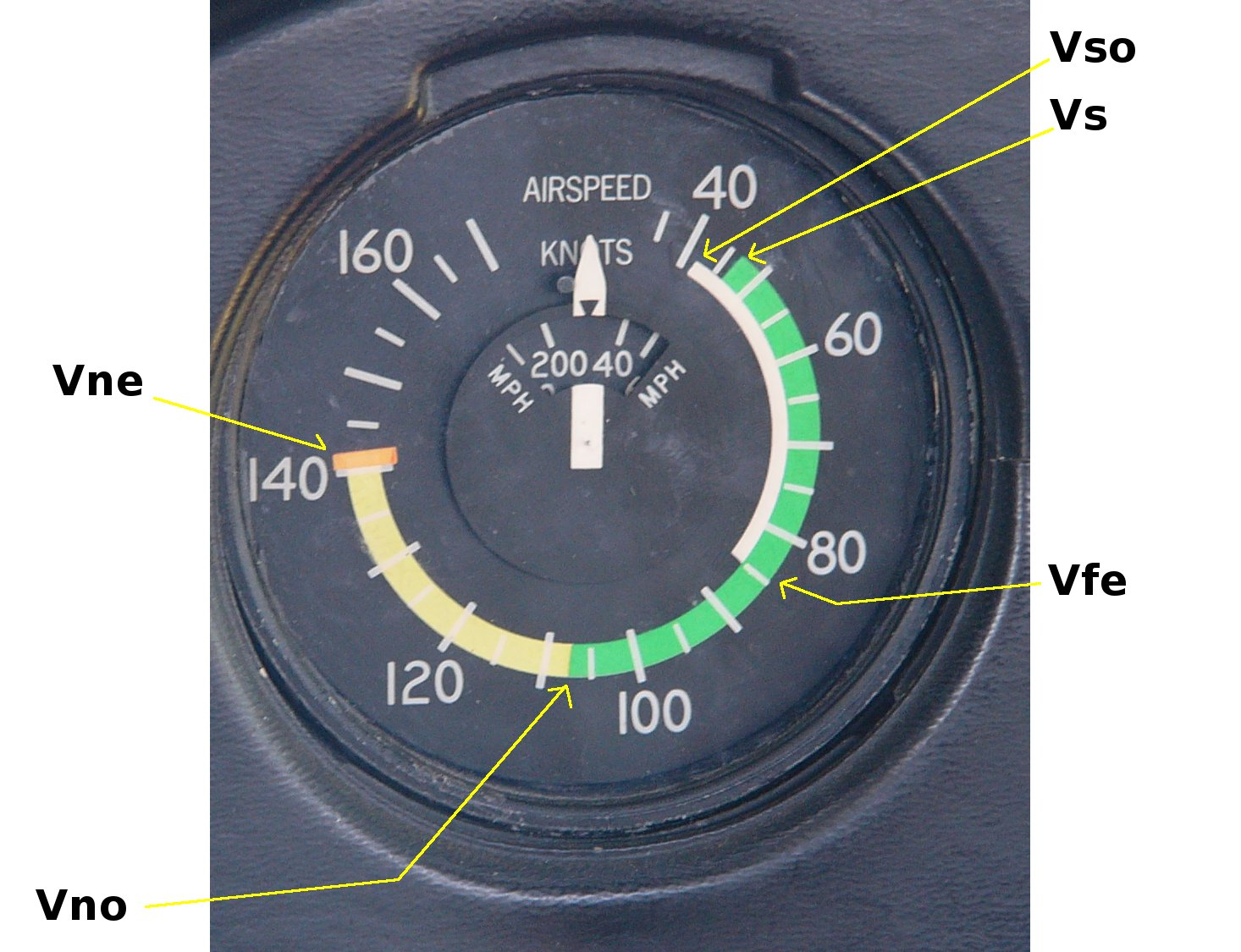
V 속도를 노트 (단위) 단위로 표시하는 단일 엔진 세스나 150의 대기 속도 표시기

V 속도(V speeds)는 항공에서 모든 항공기의 작동에 중요하거나 유용한 대기속도를 정의하는 데 사용되는 표준 용어이다. 이러한 속도는 항공기 형식 인증을 위한 비행 테스트 중에 항공기 설계자와 제조업체가 얻은 데이터에서 파생된다. 이를 사용하는 것은 항공 안전, 항공기 성능 또는 둘 다를 극대화하는 모범 사례로 간주된다.
이러한 지정자로 표시되는 실제 속도는 특정 항공기 모델에 따라 다르다. 이는 항공기의 지시 대기 속도(예를 들어 대지 속도가 아닌)로 표현되므로 항공기 계기도 지시 대기 속도를 표시하므로 조종사는 보정 계수를 적용할 필요 없이 이를 직접 사용할 수 있다.
일반 항공 항공기에서 가장 일반적으로 사용되며 가장 안전에 중요한 속도는 항공기의 속도 표시기 앞면에 색상으로 구분된 호와 선으로 표시된다. 흰색 원호와 녹색 원호의 하단은 각각 날개 플랩이 착륙 상태일 때의 실속 속도와 날개 플랩이 접힌 상태의 실속 속도이다. 이것은 최대 중량에서 항공기의 실속 속도이다. 노란색 띠는 항공기가 부드러운 공기에서 작동할 수 있는 범위이며 갑작스러운 제어 움직임을 피하기 위해 주의해야 한다. 빨간색 선은 절대 초과하지 않는 속도인 VNE이다.
V 속도의 적절한 표시는 대부분의 국가에서 형식 인증 항공기에 대한 감항성 요구 사항이다.

## 같이 보기
- 국제 민간 항공 기구